# قرار مجلس الأمن التابع للأمم المتحدة رقم 1790
قرار مجلس الأمن التابع للأمم المتحدة رقم 1790، المتخذ بالإجماع في 18 ديسمبر 2007، لتمديد تفويض القوة متعددة الجنسيات في العراق حتى 31 ديسمبر 2008. وقد أُنشئت الولاية في عام 2004 بموجب قرار مجلس الأمن 1546 ومُددت سابقاً بموجب القرارين 1637 و1723.
وقد طلب هذا القرار رئيس الوزراء العراقي نوري المالكي، الذي قال إن هذا سيكون التمديد الأخير، في انتظار المحادثات الرسمية التي ستسمح باستبدال تفويض الأمم المتحدة في عام 2008 باتفاقية جديدة بين الولايات المتحدة والعراق بشأن وجود طويل الأمد للقوات الأمريكية. ومع ذلك، لم يتم استشارة البرلمان العراقي بشأن تمديد التفويض، على الرغم من صدور قرار ملزم في حزيران / يونيو 2007 يؤكد أن أي تمديد يتطلب موافقة مجلس النواب. أدى ذلك إلى جلسة استماع أمام لجنة الشؤون الخارجية بمجلس النواب الأمريكي لمناقشة التجديد.
كان هذا آخر قرار للأمم المتحدة يجيز القوة متعددة الجنسيات في العراق. يُنظر إلى اتفاقية وضع القوات الأمريكية العراقية على نطاق واسع على أنها خليفة للتفويض.

## روابط خارجية
- نص القرار في undocs.org